# قائمة مجالات التطبيقات الإحصائية
الإحصاء هو العلم الرياضي الذي يشمل جمع البيانات وتحليلها وتفسيرها. تم تطوير عدد من التخصصات لتطبيق الإحصاء والأساليب على مختلف التخصصات. بعض الموضوعات لها «إحصائية» في أسمائها ولكنها تتعلق بمعالجات التوزيعات الاحتمالية بدلاً من التحليل الإحصائي.
- العلم الأكتواري هو النظام الذي يطبق الأساليب الرياضية والإحصائية لتقييم المخاطر في صناعات التأمين والتمويل.
- علم الإحصاء الفلكي هو النظام الذي يطبق التحليل الإحصائي لفهم البيانات الفلكية.
- إحصاء حيوي هو فرع من فروع علم الأحياء يدرس الظواهر والملاحظات البيولوجية عن طريق التحليل الإحصائي، ويتضمن الإحصاء الطبي.
- تحليل الأعمال هي عملية تجارية سريعة التطور تطبق الأساليب الإحصائية على مجموعات البيانات (غالبًا ما تكون كبيرة جدًا) لتطوير رؤى جديدة وفهم لأداء الأعمال والفرص.
- علم السكان هي الدراسة الإحصائية لجميع السكان. يمكن أن يكون علمًا عامًا جدًا يمكن تطبيقه على أي نوع من السكان الديناميكيين، أي علم يتغير بمرور الوقت أو المكان.
- اقتصاد قياسي هو فرع من فروع الاقتصاد الذي يطبق الأساليب الإحصائية على الدراسة التجريبية للنظريات والعلاقات الاقتصادية.
- الإحصاء البيئي هو تطبيق الأساليب الإحصائية على العلوم البيئية. يتم تضمين جودة الطقس والمناخ والهواء والماء، وكذلك دراسات النباتات والحيوانات.
- علم الأوبئة هي دراسة العوامل التي تؤثر على صحة السكان ومرضهم، وتعمل كأساس ومنطق للتدخلات التي تتم لصالح الصحة العامة والطب الوقائي.
- إحصاء جنائي هو تطبيق نماذج الاحتمالات والتقنيات الإحصائية على الأدلة العلمية، مثل أدلة الحمض النووي، والقانون. على النقيض من الإحصاءات «اليومية»، من أجل عدم توليد التحيز أو استخلاص النتائج بشكل غير ملائم، فإن الإحصائيين الشرعيين يبلغون عن الاحتمالات كنسب احتمالية (LR).
- جيولوجيا إحصائية هو فرع من فروع الجغرافيا يتعامل مع تحليل البيانات من تخصصات مثل جيولوجيا البترول، والجيولوجيا المائية، والهيدرولوجيا، والأرصاد الجوية، وعلوم المحيطات، والكيمياء الجيولوجية، والجغرافيا.
- تعلم الآلة هو مجال فرعي لعلوم الحاسوب يصوغ الخوارزميات لعمل تنبؤات من البيانات.
- بحوث العمليات هو فرع متعدد التخصصات للرياضيات التطبيقية والعلوم الشكلية التي تستخدم طرقًا مثل النمذجة الرياضية والإحصاءات والخوارزميات للوصول إلى الحلول المثلى أو شبه المثالية للمشكلات المعقدة.
- علم البيئة التجمعي هو مجال فرعي من علم البيئة يتعامل مع ديناميكيات مجموعات الأنواع وكيفية تفاعل هذه المجموعات مع البيئة.
- قياس نفسي هي نظرية وأسلوب القياس التربوي والنفسي للمعرفة والقدرات والمواقف والسمات الشخصية.
- ضبط الجودة يستعرض العوامل التي تدخل في التصنيع والإنتاج؛ يمكنه الاستفادة من أخذ العينات الإحصائية لعناصر المنتج للمساعدة في اتخاذ القرارات في التحكم في العملية أو في قبول عمليات التسليم.
- علم النفس الكمي هو علم التفسير الإحصائي وتغيير العمليات والسلوكيات العقلية عند البشر.
- هندسة الوثوقية هي دراسة قدرة نظام أو مكون على أداء وظائفه المطلوبة في ظل ظروف محددة لفترة زمنية محددة.
- علم التمويل الإحصائي مجال من مجالات الفيزياء الاقتصادية، وهو محاولة تجريبية لتحويل التمويل من جذوره المعيارية إلى إطار عمل وضعي باستخدام نماذج من الفيزياء الإحصائية مع التركيز على الخصائص الناشئة أو الجماعية للأسواق المالية.
- ميكانيكا إحصائية هو تطبيق نظرية الاحتمالات، التي تتضمن أدوات رياضية للتعامل مع التجمعات السكانية الكبيرة، في مجال الميكانيكا، الذي يهتم بحركة الجسيمات أو الأشياء عند تعرضها لقوة.
- الفيزياء الإحصائية هي إحدى النظريات الأساسية في الفيزياء، وتستخدم أساليب نظرية الاحتمالات في حل المشكلات الفيزيائية.
- معالجة الإشارة يستخدم الخصائص الإحصائية للإشارات لأداء مهام معالجة الإشارات.
- الثرموديناميكا الإحصائية هي دراسة السلوكيات المجهرية للأنظمة الديناميكية الحرارية باستخدام نظرية الاحتمالات وتقدم تفسيرًا للمستوى الجزيئي للكميات الديناميكية الحرارية مثل الشغل والحرارة والطاقة الحرة والإنتروبيا.